# Kara kompozycyjna
Kara kompozycyjna (od łac. compositio – ugoda) – rodzaj kary pieniężnej stosowanej powszechnie w prawie średniowiecznej Europy, powstały w związku z wypieraniem z prawa zwyczajowego krwawej zemsty. Jej korzenie sięgają już najstarszych systemów prawnych na Bliskim Wschodzie.
Kara kompozycyjna miała zastosowanie, gdy w wypadku popełnienia przestępstwa prywatnego, za zgodą sądu lub stron, karę na życiu lub ciele zamieniano na karę pieniężną. Była to kara subsydiarna, gdyż w razie niemożności opłacenia przez sprawcę przestępstwa okupu ponosił on karę na życiu lub ciele.
Kara kompozycyjna zazwyczaj zawierała w sobie okup na rzecz pokrzywdzonego lub jego rodu oraz opłatę na rzecz władcy za naruszenie porządku społecznego.
W późnym średniowieczu i w czasach nowożytnych kary kompozycyjne, jako wynikające z ugody między stronami, zostały zastąpione przez kary publiczne, ustanawiane przez władzę państwową.